# Осада Галича (1230)
Осада Галича (1230) — неудачная попытка венгров отбить Галич у Даниила Романовича Галицкого сразу после того, как оттуда был изгнан королевич Андрей в 1229 году.
В марте 1230 года Даниил Галицкий получает приглашение галичан занять галичский престол. Он посылает войско во главе с тысяцким Демьяном против боярина Судислава (ум. после 1235 года) сторонника венгров, а сам занимает Галич после продолжительной осады. 
Венгерский король Андреаш II посылает войско на Галич под руководством сына и сопровителя будущего венгерского короля Беле IV, которые привлекают на свою сторону и часть половцев.
Обороной города руководил тысяцкий Демьян, которому вместе с Даниилом удаётся выдержать осаду города и с помощью польских отрядов и половцев хана Котяна отбить натиск венгров.
Беле IV пришлось прервать осаду из-за погодных условий (осенние дожди), причём войско при осаде понесло значительные потери. Венгры после снятия осады прошли к Василёву, затем направились к Пруту и покинули галицкие земли.
В 1232 году, венгры повторили вторжение и вытеснили Даниила из Галича.